# Răzvan Stanca
Pour les articles homonymes, voir Stanca.
Răzvan Stanca, né le 18 janvier 1980 à Bucarest (Roumanie), est un footballeur roumain, qui évolue au poste de gardien de but, au CS Pandurii Lignitul Târgu Jiu et en équipe de Roumanie.
Stanca n'a marqué aucun but lors de son unique sélection avec l'équipe de Roumanie depuis 2008.

## Palmarès
- Championnat de Roumanie : 2013